# 室木徹亮
室木 徹亮（むろき てつあき）は、日本の弁護士。三重弁護士会会長、中部弁護士会連合会理事長等を歴任した。暴力追放功労者表彰受彰。

## 人物・経歴
一橋大学卒業。1990年弁護士登録。1991年、伊勢市女性記者行方不明事件で別件逮捕された男性の逮捕監禁事件について無罪を獲得。2008年三重弁護士会会長に就任。少年法改正への反対運動や、リフォーム詐欺に関する非弁活動への対応にあたるなどした。2016年から中部弁護士会連合会理事長を務め、成年後見制度活用促進のための活動を進めるなどした。2018年には地域安全・暴力追放三重県民大会で暴力追放功労者として表彰を受けた。